# Anabel González Vázquez
Anabel Gonzalez Vazquez (siglo XX) es una psiquiatra, psicoterapeuta y doctora en Medicina española que trabajó durante la mayor parte de su vida profesional en el Complejo Hospitalario Universitario de La Coruña y es entrenadora acreditada de terapia EMDR.

## Biografía
En 1990 se licenció en Medicina y Cirugía en la Universidad de Santiago de Compostela (USC). De 1991 a 1994 realizó la especialidad en Psiquiatría en el Hospital Universitario de Santiago de Compostela. En 1994 obtuvo el grado en Criminología por la USC. En 2002 se doctoró en Medicina y Cirugía por la USC. También realizó un curso de posgrado en Psicología Clínica de la Infancia y la Adolescencia (ISEP), y un Máster en terapia cognitivo-analítica de trastornos de personalidad. Se ha especializado en los efectos del trauma psicológico, los cuadros cuadros disociativos y la regulación emocional.

### Trayectoria profesional
Es psiquiatra y trabajó en el Sistema Nacional de Salud (España) desde 1990 a 2024, en diferentes lugares: Unidad de Psiquiatría, Psiquiatría Infantil, Atención ambulatoria, Hospital de día. Desde 2011 a 2024 dirigió el Programa de Trauma y Disociación del Servicio Gallego de Salud.
Desde 1997 trabajó en práctica privada, coordinando el Área de Psiquiatría y Psicoterapia y el Departamento de Neuroterapias de la Clínica Assistens, y el Programa de Atención Integral al Médico Enfermo (PAIME) del Colegio de Médicos de A Coruña. Desde 2024 dirige el Instituto Médico Imaya.

### Trayectoria docente
Fue formadora en cursos sobre la relación médico-paciente para residentes de medicina del Área Sanitaria de A Coruña. Formadora en múltiples cursos nacionales e internacionales sobre trauma complejo y disociación.
Fue tutora clínica de residentes de Medicina familiar y Comunitaria los años 2002 y 2003. Desde 2007, profesora colaboradora en el Área de Psiquiatría certificada por la USC. Desde 2011 a 2024, formadora de psicoterapia para residentes de psiquiatría. De 2012 a 2014 fue coordinadora del Curso Online de la ISSTD de Trauma Complejo y Disociación. Es profesora invitada en el Máster en Psicoterapia EMDR de la Universidad Nacional de Educación a Distancia (UNED). Codirige el curso de especialista universitario en EMDR de la UNED, y el Máster en Trauma Complejo y Disociación a lo largo de la vida desde la perspectiva con EMDR en la Universidad a Distancia de Madrid (UDIMA), siendo profesora en esta universidad.

### Trayectoria en EMDR
Se ha formado desde 1999 en EMDR, en la Asociación EMDR España, asistiendo a congresos nacionales e internacionales EMDRIA, EMDR Iberoamerica, EMDR Europa y Asociaciones Nacionales de EMDR. En 2007 se acreditó como Clínico EMDR. Desde 2008 es consultora certificada EMDR. Desde 2016, entrenadora acreditada EMDR. Imparte formaciones desde la asociación EMDR España y en diversos Masters universitarios y entidades. La formación básica de EMDR la imparte actualmente desde Imaya Formación.
Es presidenta de la Asociación EMDR España. Fue miembro de la junta de la ESTD (European Society for Trauma and Dissociation). Miembro de la ISSTD (International Society for the Study of Trauma and Dissociation).

## Obra
Ha publicado diversos libros orientados a profesionales y de divulgación general, que han sido traducidos a diversos idiomas. Desde 2024 dirige también Imaya Editorial, orientada a publicaciones, seleccionadas dentro del campo de la salud mental y la integración entre literatura y psicología. Algunas de sus publicaciones son:
- Lo que no pasó. Cómo curar las heridas que nos dejan el abandono, la ausencia y las pérdidas (Editorial Planeta, 2025).[13][14]
- ¿Por dónde se sale? Cómo deshacer el miedo, aliviar el malestar psicológico y adquirir un apego seguro (Editorial Planeta, 2023).[15]
- Las cicatrices no duelen. Cómo sanar nuestras heridas y deshacer los nudos emocionales (Editorial Planeta, 2021).[16]
- Lo bueno de tener un mal día. Cómo cuidar de nuestras emociones para estar mejor (Editorial Planeta, 2020).[17]
- No soy yo. Entendiendo el trauma complejo, el apego y la disociación: una guía para pacientes y profesionales (2017).[18]

## Premios y reconocimientos
- 2012 Galardonada con el Distinguished Achievement Award de la International Society for the Study of Trauma and Dissociation.[19]